# Sinumelon tarcoolanum
Sinumelon tarcoolanum är en snäckart som beskrevs av Alan Solem 1992. Sinumelon tarcoolanum ingår i släktet Sinumelon och familjen Camaenidae. Inga underarter finns listade i Catalogue of Life.